# Poles 1469
«Poles 1469» — песня американского рэпера Trippie Redd при участии американского рэпера 6ix9ine. Она была выпущена в качестве седьмого трека с дебютного микстейпа Trippie, A Love Letter to You.

## Клип
Официальный клип на песню «Poles 1469» был выпущен 27 апреля 2017 года, срежиссированный Figure Eight Films. В клипе Trippie Redd и 6ix9ine катаются на квадроциклах и показывают своё оружие в пустыне.

## Творческая группа
По данным Genius.
- Trippie Redd — голос, текст.
- 6ix9ine — голос, текст.
- Pi’erre Bourne — продюсирование.

## Чарты
| Чарт (2017)                                    | Высшая позиция |
| ---------------------------------------------- | -------------- |
| США (Billboard Hot R&B/Hip-Hop Songs)          | 44             |
| США (Billboard Bubbling Under Hot 100 Singles) | 8              |